# Rasueros
Rasueros is een gemeente in de Spaanse provincie Ávila in de regio Castilië en León met een oppervlakte van 40,66 km². Rasueros telt 201 inwoners (1 januari 2016).

## Demografische ontwikkeling
Bron: INE, 1857-2011: volkstellingen
Opm.: In 1977 werd de gemeente San Cristóbal de Trabancos aangehecht
Adanero · Albornos · Aldeanueva de Santa Cruz · Aldeaseca · Amavida · Arenas de San Pedro · Arevalillo · Arévalo · Aveinte · Avellaneda · Ávila · Barromán · Becedas · Becedillas · Bercial de Zapardiel · Bernuy-Zapardiel · Berrocalejo de Aragona · Blascomillán · Blasconuño de Matacabras · Blascosancho · Bohoyo · Bonilla de la Sierra · Brabos · Bularros · Burgohondo · Cabezas de Alambre · Cabezas del Pozo · Cabezas del Villar · Cabizuela · Canales · Candeleda · Cantiveros · Cardeñosa · Casas del Puerto · Casasola · Casavieja · Casillas · Castellanos de Zapardiel · Cebreros · Cepeda la Mora · Chamartín · Cillán · Cisla · Collado de Contreras · Collado del Mirón · Constanzana · Crespos · Cuevas del Valle · Diego del Carpio · Donjimeno · Donvidas · El Arenal · El Barco de Ávila · El Barraco · El Bohodón · El Fresno · El Hornillo · El Hoyo de Pinares · El Losar del Barco · El Mirón · El Oso · El Parral · El Tiemblo · Espinosa de los Caballeros · Flores de Ávila · Fontiveros · Fresnedilla · Fuente el Saúz · Fuentes de Año · Gallegos de Altamiros · Gallegos de Sobrinos · Garganta del Villar · Gavilanes · Gemuño · Gil García · Gilbuena · Gimialcón · Gotarrendura · Grandes y San Martín · Guisando · Gutierre-Muñoz · Hernansancho · Herradón de Pinares · Herreros de Suso · Higuera de las Dueñas · Horcajo de las Torres · Hoyocasero · Hoyorredondo · Hoyos de Miguel Muñoz · Hoyos del Collado · Hoyos del Espino · Hurtumpascual · Junciana · La Adrada · La Aldehuela · La Carrera · La Colilla · La Hija de Dios · La Horcajada · La Serrada · La Torre · Langa · Lanzahíta · Las Berlanas · Las Navas del Marqués · Los Llanos de Tormes · Madrigal de las Altas Torres · Maello · Malpartida de Corneja · Mamblas · Mancera de Arriba · Manjabálago y Ortigosa de Rioalmar · Marlín · Martiherrero · Martínez · Mediana de Voltoya · Medinilla · Mengamuñoz · Mesegar de Corneja · Mijares · Mingorría · Mironcillo · Mirueña de los Infanzones · Mombeltrán · Monsalupe · Moraleja de Matacabras · Muñana · Muñico · Muñogalindo · Muñogrande · Muñomer del Peco · Muñopepe · Muñosancho · Muñotello · Narrillos del Rebollar · Narrillos del Álamo · Narros de Saldueña · Narros del Castillo · Narros del Puerto · Nava de Arévalo · Nava del Barco · Navacepedilla de Corneja · Navadijos · Navaescurial · Navahondilla · Navalacruz · Navalmoral · Navalonguilla · Navalosa · Navalperal de Pinares · Navalperal de Tormes · Navaluenga · Navaquesera · Navarredonda de Gredos · Navarredondilla · Navarrevisca · Navatalgordo · Navatejares · Neila de San Miguel · Niharra · Ojos-Albos · Orbita · Padiernos · Pajares de Adaja · Palacios de Goda · Papatrigo · Pascualcobo · Pedro Bernardo · Pedro-Rodríguez · Peguerinos · Peñalba de Ávila · Piedrahíta · Piedralaves · Poveda · Poyales del Hoyo · Pozanco · Pradosegar · Puerto Castilla · Rasueros · Riocabado · Riofrío · Rivilla de Barajas · Salobral · Salvadiós · San Bartolomé de Béjar · San Bartolomé de Corneja · San Bartolomé de Pinares · San Esteban de Zapardiel · San Esteban de los Patos · San Esteban del Valle · San García de Ingelmos · San Juan de Gredos · San Juan de la Encinilla · San Juan de la Nava · San Juan del Molinillo · San Juan del Olmo · San Lorenzo de Tormes · San Martín de la Vega del Alberche · San Martín del Pimpollar · San Miguel de Corneja · San Miguel de Serrezuela · San Pascual · San Pedro del Arroyo · San Vicente de Arévalo · Sanchidrián · Sanchorreja · Santa Cruz de Pinares · Santa Cruz del Valle · Santa María de los Caballeros · Santa María del Arroyo · Santa María del Berrocal · Santa María del Cubillo · Santa María del Tiétar · Santiago del Collado · Santiago del Tormes · Santo Domingo de las Posadas · Santo Tomé de Zabarcos · Serranillos · Sigeres · Sinlabajos · Solana de Rioalmar · Solana de Ávila · Solosancho · Sotalbo · Sotillo de la Adrada · Tiñosillos · Tolbaños · Tormellas · Tornadizos de Ávila · Tórtoles · Umbrías · Vadillo de la Sierra · Valdecasa · Vega de Santa María · Velayos · Villaflor · Villafranca de la Sierra · Villanueva de Gómez · Villanueva de Ávila · Villanueva del Aceral · Villanueva del Campillo · Villar de Corneja · Villarejo del Valle · Villatoro · Vita · Viñegra de Moraña · Zapardiel de la Cañada · Zapardiel de la Ribera